# Оружани сукоб у Бањској
Оружани сукоб у Бањској (алб. Sulmi në Banjskë) односи се на сукоб локалних Срба и косовске полицијe који се догодио у селу Бањска на северу Косова и Метохије.

## Позадина
Инцидент се догодио у контексту повећаних тензија на северу КиМ. Након одлуке премијера Аљбина Куртија да блокира све српске регистарске таблице са словима КМ (Косовска Митровица) у самопроглашеној Републици Косово, Срби који раде у јавном сектору, укључујући градоначелнике четири општине на северу КиМ, поднели су оставке у знак протеста.

## Сукоб
У ноћи 23. на 24. септембар 2023. године, два камиона без регистарских ознака постављена су на мост на улазу у село Бањска.
Блокада је пријављена полицији у раним јутарњим сатима 24. септембра. На лице места стигле су три полицијске јединице, након чега је уследио сукоб полиције са око 30 мушкараца. Три косовска полицајца су рањена и превезена у регионалну болницу у јужној Косовској Митровици, један од њих је преминуо.
Група наоружаних мушкараца ушла је у манастир Бањска. Група ходочасника из Новог Сада, била је у манастиру у том тренутку. Косовске специјалне снаге касније улазе у манастир како би спровеле хапшења.
Косовске власти су у тренутку сукоба ухапсиле тројицу Срба, Душана Максимовића, Благоја Спасојевића и рањеног Владимира Толића. Њима је изречена мера притвора од 30 дана. Истог дана притворени су још четворица Срба који нису били у непосредној близини места сукоба, па су због недостатка доказа након два дана притвора пуштени на слободу. Дан након сукоба косовска полиција ухапсила је још тројицу Срба у хотелу „Рајска бања“, који се налази у непосредној близини манастира Бањска, али су и они пуштени на слободу због недостатка доказа. Ухапшени су оптужени за тероризам. Запленили су њихова возила са арсеналом оружја, експлозива и муниције. Међу пронађеним предметима били су ракетни бацачи, једно тешко оклопно возило, 24 аутомобила, два мотоцикла, 150 експлозива, три дрона, 30 АК-47, шест митраљеза и 29 минобацача.

### Жртве
Званично је објављено да су погинули Бојан Мијаиловић, Стефан Недељковић и Игор Миленковић. Већина албанских медија процењивала је да су убијена осморица Срба. Александар Вучић, председник Србије, оценио је да су убијена тројица Срба. Дана 25. септембра пронађено је тело још једног Србина, првобитно пријављен као четврта жртва, међутим косовски званичници су касније појаснили да је овај извештај нетачан и да је реч о трећем убијеном Србину. Дана 26. септембра објављене су фотографије на којима се виде тела двојице Срба у полицијском возилу.
На косовској страни, убијен је полицијски наредник Африм Буњаку. Постхумно је одликован орденом хероја.

## Реакције

### Србија
Председник Вучић је оптужио Куртија да је „једини кривац” за догађај и поручио да је „народ пао на провокације”. Он је такође тврдио да су нападачи косовски Срби који „више нису желели да трпе Куртијев терор". Министар одбране Милош Вучевић рекао је за РТС да су погинули последњи у низу бораца који су погинули „за слободу Косова и слободу Србије".
Вучић је на телевизији изјавио је да је Безбедносно-обавештајна агенција снимила косовске полицајце како пуштају рањеног Србина да умре без помоћи. Према његовим речима, смејали су се док су га гледали, а један од полицајаца је рекао да не би била штета да Србин умре. Такође је тврдио да је косовска полиција без разлога пуцала на приватне куће у којима су живели старији Срби и да су два Србина убијена снајперима иако су били у даљини.
Србија је прогласила дан жалости 27. септембра. Према речима председника Србије Александра Вучића, дан жалости је проглашен за све страдале у сукобу, укључујући и припадника косовске полиције, јер сви су они држављани Србије.
Дана 3. октобра, девет дана после сукоба у Бањској, Милан Радоичић је ухапшен и уз кривичну пријаву приведен у Више јавно тужилаштво у Београду као осумњичени за организовање нереда на Косову и Метохији у коме је погинуло четворо људи. Полицијски службеници Управе криминалистичке полиције су извршили претрес свих објеката на његово име.

### Косово и Метохија
Вјоса Османи изјавила је да су напад „организовале српске криминалне групе” и окарактерисала га као напад на територијални интегритет самопроглашене Републике Косово. Аљбин Курти је нападаче приписао као „тешко наоружане и тешко опремљене, професионално обучене и планиране, политички подржане, материјално финансиране и логистички подржане од стране Србије“. Он је позвао запад да уведе санкције против Србије.
Због инцидента су затворени гранични прелази Јариње и Брњак између Косова и Србије. Косовска полиција је 29. септембра извршила рацију на пет локација у три општине на северу покрајине у вези са сукобом. Српски медији јавили су да су међу циљаним локацијама болница и ресторан у Косовској Митровици.
Српска листа је најавила тродневну жалост у општинама са српском већином. Мештани Косовске Митровице и још три града су се 26. септембра окупили и запалили свеће за погинуле Србе.
Епархија рашко-призренска Српске православне цркве, која управља манастиром Бањска, осудила је насиље у манастиру, изразивши саучешће породицама погинулих и рањених.

### Међународне реакције
- – Специјални изасланик ЕУ за Балкан Мирослав Лајчак и европски комесар за спољну политику Жозеп Борељ осудили су сукоб.[62]
- – Русија је бранила Србију и окривила косовску владу за подстицање напада и додала да би крвопролиће могло измаћи контроли.[33]
- – Портпарол Министарства спољних послова Турске Тању Билгич осудио је сукоб и истакао подршку Турске текућем процесу дијалога.[63]
- – Државни секретар САД Ентони Блинкен оштро је осудио сукоб и позвао обе стране „да се уздрже од било каквих акција или реторике који би могли додатно да подстакну тензије“.[64]
- – Премијер Црне Горе Дритан Абазовић најоштрије је осудио сукоб, истичући могућност да ситуација прерасте у значајнији већи сукоб са катастрофалним последицама за све укључене стране.[65]
- – Премијер Северне Македоније Димитар Ковачевски оштро је осудио сукоб, позивајући на хитну деескалацију ситуације.[66]
- – Премијер Албаније Еди Рама осудио је убиство Африма Буњакуа.[67]